# Explorers – Ein phantastisches Abenteuer
Explorers – Ein phantastisches Abenteuer (Originaltitel: Explorers) ist ein US-amerikanisches Science-Fiction-Märchen für das junge Publikum aus dem Jahre 1985. Regie führte der Gremlins-Regisseur Joe Dante. Der Film kam am 19. Juni 1986 in die deutschen Kinos.

## Handlung
Ben Crandall ist ein junger Teenager, der in einem fiktiven Vorort von Maryland lebt und lebhafte Träume davon hat. Dabei fliegt er nachts durch den Himmel über eine riesige, stadtähnliche Schalttafel, nachdem er sich den alten Science-Fiction-Film Der Krieg der Welten angeschaut hat. Er erwacht aus dem Traum und zeichnet ein Diagramm der Leiterplatte und zeigt die Skizzen seinem begabten Freund Wolfgang Müller. In der Schule verliebt sich Ben in Lori Swenson, ist sich jedoch nicht sicher, ob sie seine Gefühle erwidert. Die Jungs freunden sich mit dem Draufgänger Darren Woods an, mit dem sie ihre Erkenntnisse teilen. Wolfgang baut nach Bens Zeichnungen einen echten Mikrochip. Der Chip kann eine elektromagnetische Blase erzeugen, die sich frei bewegen kann. Die Jungen entdecken, dass sich die Blase über nahezu unbegrenzte Entfernungen und Geschwindigkeiten bewegen kann. Sie bauen ein Raumschiff aus Schrottteilen eines Fahrgeschäfts und nennen es „Thunder Road“, nach einem Song von Bruce Springsteen.
Nachdem Ben weitere Träume von der Leiterplatte hat, entdeckt Wolfgang eine Möglichkeit, nachhaltigen Sauerstoff zu produzieren; Dies bedeutet längere Flüge, während sie zuvor auf das Fassungsvermögen einer typischen Sauerstoffflasche beschränkt waren. Sie beschließen, das Weltall nach außerirdischem Leben zu erkunden. Dabei ist ihnen auch die Polizei auf den Fersen. Kurz nachdem sie die Erdumlaufbahn durchbrochen haben, gerät die „Thunder Road“ außer Kontrolle und sie wird Lichtjahre weit in den Weltraum gesendet und sie gelangen in ein großes Raumschiff. Die Jungs treffen dabei auf Wak und Neek, zwei Außerirdische, deren Wissen über die Erde fast ausschließlich aus fiktiven Spielfilmen stammt.
Die Jungen verstehen sich gut mit ihren außerirdischen Gastgebern, doch dann erscheint der Vater von Wak und Nee. Er sagt, dass er den Jungen absichtlich die Träume gesendet habe, in der Hoffnung, eines Tages auf Menschen zu treffen. Die Übertragung alter Filme habe jedoch die Außerirdischen abgeschreckt – mit Ausnahme der neugierigen Wak und Neek – Aufgrund der Art und Weise, wie in den Filmen Gewalt gegen außerirdisches Leben dargestellt wird.
Die Außerirdischen lassen die drei Jungen wieder abreisen, nachdem sie ihnen ein Abschiedsgeschenk gemacht haben: Ein Amulett, das laut den Außerirdischen „der Stoff ist, aus dem Träume gemacht sind“. Die Jungs schaffen es sicher zurück zur Erde, aber eine Fehlfunktion führt dazu, dass sie die Thunder Road in einem See in ihrer Nachbarschaft versenken. Eine Woche später hat Ben in der Schule einen Traum, in dem er sich eine weitere riesige Leiterplatte vorstellt, während er durch weitere Wolken im Himmel fliegt. Diesmal wird Ben – dank Waks und Neeks Amulett – im Traum von Wolfgang, Darren und Lori begleitet. Sie verkünden, dass die Schaltung „wirklich kompliziert“ sei und überlegen wohin sie reisen könnten. Lori erscheint ebenfalls im Traum und lächelt Ben an, während sie seine Hand hält, und sie küssen sich im Flug.

## Hintergründe
Der Film wurde niemals zu seinem eigentlichen Drehbuch-Ende fertig gedreht, sondern als unfertige Version veröffentlicht. Gremlins-Hit-Regisseur Joe Dante sollte Paramount einen der damals beliebten Filmen mit jugendlichen Hauptrollen (wie beispielsweise „E.T.“, „Manhattan Project – Der atomare Alptraum“) bescheren und hatte weitestgehend freie Hand, das nur in groben Zügen vorliegende Storyboard von Eric Luke zu verfilmen. Dies gelang auch in den ersten beiden Dritteln recht gut. Doch die eher lächerliche Darstellung der Außerirdischen misslang und kam bereits vor Testpublikum nicht an, sodass Paramount die finanzielle Notbremse zog und die Produktion stoppte. Als das Konkurrenzstudio Universal „Zurück in die Zukunft“ herausbrachte, versuchte Paramount, mit dem nun notdürftig geschnittenen Projekt Paroli zu bieten. Explorers erzielte mit nur 9 Millionen Dollar ein sehr unbefriedigendes Einspielergebnis, wohingegen „Zurück in die Zukunft“ 200 Millionen Dollar einspielte.
Besonders für Dante war dies niederschmetternd, weil „Explorers“ etwas Besonderes werden sollte. Man setzte offenbar seitens des Studios mittelgroße Erwartungen in den Film, den jugendlichen Schauspielern in den Hauptrollen wurde der Film als Start in eine gute Karriere schmackhaft gemacht. Doch der Streifen floppte auch trotz guter schauspielerischer Leistungen und eines guten Soundtracks von Jerry Goldsmith. Für River Phoenix und Ethan Hawke allerdings bedeutete der Film tatsächlich den Einstieg in eine Filmkarriere.

## Trivia
- Der Film beinhaltet Elemente von George Pals Version von „Kampf der Welten“.
- Im Film sehen die Jungen im Autokino einen Film um einen Helden namens „Starkiller“. In den Originaldrehbüchern zu Star Wars war „Starkiller“ der Nachname der späteren Familie Skywalker.
- Drehbuchautor Eric Luke hat einen Cameo-Auftritt als Lehrer.
- Obwohl Robert Picardo als Schauspieler für die Rolle des Vater-Aliens angegeben wurde, sprach Frank Welker im Original diese Rolle.
- Ben, Wolfgang und Darren besuchen im Film die „Charles M Jones Junior High School“. Dies ist der volle Name von Chuck Jones, einem bekannten, amerikanischen Animator. Dante bezieht sich in vielen seiner Filme auf die klassischen Cartoons der Warner Bros.
- Das Thema des Films wurde auch für die erste Episode der Serie Sliders – Das Tor in eine fremde Dimension verwendet.
- Die Soundeffekte des Raumflugs entstammen dem Atari-2600-Spiel Yars’ Revenge.
- Die Figur des Starkiller stand Pate bei der Namensgebung des Comics Starkiller – Die Geißel der Galaxis.
- Die deutsche Videofilm-Firma CIC, unter deren Label auch Explorers veröffentlicht wurde, benutzte lange Zeit einen Ausschnitt aus diesem Film für ihr Firmen-Intro.
- Der Name der weißen Ratte Heinlein in Wolfgang Müllers Kellerlabor, die mittels einer Tastatur kommunizieren kann, spielt auf den Science-Fiction-Schriftsteller Robert A. Heinlein an
- Der Film, den Ben sich ansieht, kurz bevor er auf das Hausdach klettert, ist Metaluna IV antwortet nicht.

## Auszeichnungen
Auszeichnungen 1986
- Young Artist Award – Herausragendste Leistung eines Jungschauspielers: River Phoenix

Nominierungen 1986
- Saturn Award – Beste Maske: Rob Bottin
- Saturn Award – Beste Spezialeffekte Bruce Nicholson, Ralph Winter
- Young Artist Award – Bester Familien-Film
- Young Artist Award – Beste Hauptrolle eines Jungschauspielers: Ethan Hawke
- Young Artist Award – Beste Hauptrolle einer Jungschauspielerin: Amanda Peterson

## Kritiken
- Christoph Huber bei 25Frames.org: „Eigenwillige SF von Joe Dante: zwischen 80er-Kinderabenteuer und Popsatire.“[1]
- Lexikon des internationalen Films: „Unterhaltsamer Science-Fiction-Film mit perfekter Tricktechnik, der einerseits aggressive Feindbilder überwinden und die Un-Kultur von Fernsehen und Unterhaltungsindustrie kritisieren will, zugleich aber mit seiner technologischen Zukunftswelt die Entfaltung kindlicher Fantasie unterläuft…“[2]

## Belege
1. ↑  25Frames.org 25Frames.org (Memento vom 3. Januar 2006 im Internet Archive)
2. ↑  Explorers – Ein phantastisches Abenteuer. In: Lexikon des internationalen Films. Filmdienst, abgerufen am 14. April 2012.